# U 1 (Kriegsmarine)
De U 1 was een Duitse U-boot van het Type IIA. De tewaterlating gebeurde op 11 februari 1935 bij de Deutsche Werke te Kiel. De boot werd op 29 juni 1935 onder kapitein-luitenant-ter-zee Klaus Ewerth in dienst genomen en zonk op 9 april 1940 na op een Britse zeemijn te zijn gevaren.
De U 1 was voornamelijk als opleidingsboot in gebruik, en voer tijdens de Tweede Wereldoorlog twee oorlogspatrouilles. Tijdens deze patrouilles was de U 1 niet succesvol.
Voor het verlies van de U 1 zijn twee verschillende scenario's mogelijk. De eerste mogelijkheid is dat de boot op een zeemijn van het mijnenveld Field No 7 is gevaren. Dit mijnenveld was gelegd door de Britse torpedobootjagers Express, Esk, Icarus en Impulsive 3 maart 1940. De tweede mogelijkheid is dat de U-1 op een zeemijn is gevaren die gelegd is door de Britse onderzeeboot Narwhall.

## Commandanten
- 29 juni 1935 - 30 september 1936 Kapitein-luitenant-ter-zee Klaus Ewerth.[1]
- 1 oktober 1936 - 2 februari 1938 Kapitein-luitenant-ter-zee Alexander Gelhaar.[1]
- 29 oktober 1938 - 6 april 1940 Korvetkapitein Jürgen Deecke.[1]